# El e-mail del mal
El e-mail del mal es una novela del escritor español César Fernández García. Se trata de un thriller psicológico, basado en el suspense, cuya primera edición fue publicada en 2007 por la editorial  Alfaguara (colección Serie Roja). En octubre del 2012 pasó a ser publicada por la editorial Algar bajo el título El mensaje del mal.

El e–mail del mal resultó finalista del XXII Premio Jaén de Literatura Juvenil. Este Premio lo ganó el autor tres años más tarde con su novela Ellos.
La  naturaleza del mal frente al sentido del bien, del amor y del sufrimiento es el eje central de El e–mail del mal. La ubicación se centra en el Madrid contemporáneo, buscando el realismo en la acción y en la configuración de los personajes. 
El mal adopta entidad física y es utilizado por una secta luciferina. El amor y el perdón son los adversarios en una lucha que, desde el origen del ser humano, jamás ha cesado.

## Argumento
Jorge es un becario de Filología Clásica que recibe un extraño e–mail. No se atreve a abrirlo. En el apartado “Asunto” del correo aparecen dos palabras: Satanae legatum. Esto es precisamente lo que preocupa a Jorge. Alguien había averiguado que él se había hecho con el legendario y auténtico Satanae legatum. La tradición aseguraba que el mismísimo Satanás lo había escrito.
Por fin, decide abrirlo. El mensaje tarda en aparecer en la pantalla. Mientras, las luces se pagan, algunos hechos de carácter sobrenatural ocurren en el despacho… y Jorge se desploma muerto contra el suelo.
La revista cultural Atlántica encarga a Javi que escriba sobre la extraña muerte del becario. Todo parece indicar que se ha tratado de un caso de estrés o abuso de anfetaminas para soportar el esfuerzo que le exigía la tesis doctoral. Javi marcha a la facultad a recabar información. Desde el primer momento, siente que el reportaje le toca de muy cerca. No sólo porque la víctima fue un joven como él, sin estabilidad laboral. También porque el doctorando debía de encontrarse – se imagina Javi – muy presionado por las circunstancias, muy solo. Javi siente la soledad, a pesar de que tiene novia. Esta chica, llamada Ana, no supone para él suficiente apoyo afectivo. Él necesita más… En la facultad conoce a Ginés, el compañero de despacho del difunto estudiante. Ginés le proporciona un dato sobre Jorge tan extraño como orientador: había robado el legendario Satanae legatum.
También en la facultad Javi conoce a Eva. Esta estudiante de Psicología necesita encontrar e manuscrito para liberar a su hermano Alex, secuestrado por una secta satánica. Eva y Javi, unidos por un creciente enamoramiento, intentarán liberar a Álex de las garras de Míster Brown y hallar el manuscrito. Pero antes, Javi debe saldar cuenta con un aspecto de su propio mundo interior que le atormenta desde la infancia. Solo perdonando y perdonándose, podrá tomar las riendas de su propia vida y cumplir su misión.

## Características literarias
Un narrador omnisciente  es el encargado de contar el primer capítulo. Lo sabe y lo cuenta todo acerca de Jorge, desde sus expresiones exteriores hasta sus más ocultos pensamientos. Estos afloran en la narración mediante el estilo indirecto libre. Gracias a este modo de enunciación, encontramos una nueva voz narrativa que funde la voz del narrador con la del personaje. Así, el lector percibe que existe una discordancia entre lo que dice el narrador y otras palabras que aparecen en el texto y que se atribuyen al personaje. Un ejemplo lo encontramos en el siguiente fragmento del capítulo 1:
“No le afectaba que el remitente se hiciera llamar Satanás. ¡Qué simpleza! Cualquiera podía ponerse ese apodo. Él mismo había utilizado pseudónimos absurdos en los chats. El escalofrío que trepaba por la espalda del becario se debía a las dos palabras que indicaban el asunto del correo: Satanae legatum. ¿Quién y cómo había averiguado que él tenía ese manuscrito? ¡Pero si nunca lo citó directamente!”
A partir del capítulo 2, el narrador sigue siendo omnisciente pero solo desvela los pensamientos de Javi y hace ver los sucesos desde su óptica. De esta forma, el lector conoce los elementos clave de la historia al mismo tiempo que el protagonista. La presencia constante de diálogos y el carácter casi cinematográfico de las escenas acercan la novela al guion de una película. Las descripciones son breves, certeras, acompañadas de un cierto lirismo (“la luna, recién salida, se asemejaba a un diamante gigantesco suspendido en el cielo”). La argumentación solo aparece en los momentos de anticlímax de la novela. Destaca la que el Padre Simbaña mantiene en el capítulo 10 sobre la naturaleza del mal y la importancia del amor.
Un recurso casi omnipresente en los finales de capítulo es el cliffhanger, para que el lector se anime a continuar leyendo. Las metáforas de situación son una constante a lo largo de la narración. De esta forma, por debajo de la acción, se va contando otra historia más. Así, por ejemplo, adquiere tintes simbólicos la bajada a los sótanos dentro del chalet de la secta. El propio autor ha reconocido que, en sus novelas, acostumbra a situar una historia oculta bajo la trama.
El lenguaje técnico es utilizado para dar mayor credibilidad a la historia. Los tecnicismos filológicos son frecuentes, como los que encontramos en la descripción que Jorge escribe en el chat de la página web de The Perseus Digital Library en el primer capítulo: “Manuscrito anónimo en latín. Consta de doce bifolios en pergamino, cosidos. Sin cubierta (seguramente separados de un códice). Óptimo estado de conservación. Tamaño: en cuarto (150 x 205 mm). No hay restos de pautado. Letra: gótica cursiva, de una sola mano. Dos tintas. Capitales iluminadas. Datación probable: último tercio del XIII. Versa sobre el mal”.

## Universo interno
Aunque situada en un Madrid contemporáneo al lector del siglo XXI, muchos de los caracteres propios de la novela gótica constituyen el universo interno de El e–mail del mal. Así, encontramos un legendario manuscrito satánico, tormentas, asesinatos, hechos sobrenaturales, desapariciones, sectas luciferinas, ruidos extraños, olores inexplicables, esculturas y pinturas que representan el mal, noches con vida propia (“la noche, que había mordido la curvada orilla de la luna, le latió encima”)…
Entroncando con toda la tradición del género, el mal adopta una entidad física. Gustavo Adolfo Bécquer en La voz del silencio había escrito: 
“Sentí que una voz como un inmenso suspiro pronunciaba a mi lado vagas y confusas palabras: me volví apresuradamente y cuál no sería mi asombro al encontrarme completamente solo.” 
Y en El e–mail del mal encontramos ya en el capítulo 1:
“El becario sintió una presencia física en el despacho, rozándole la nuca. Había alguien junto a él, aunque no lo viese. No sólo oía su respiración brutal. También el olor, aquella pestilencia insoportable. Se dio media vuelta para tumbar la puerta de una patada y escapar. Entonces notó una gélida opresión en el cuello, como si unas garras de hielo lo atenazasen. Una risita aguda, casi infantil, estalló dentro del despacho.” 
El eje gravitatorio del universo propio de El e–mail del mal está constituido, en parte, por el ámbito artístico. Las obras de arte son más que detalles. Son esencias de ese universo. Por eso, cobra tanta relevancia la Fuente del Ángel Caído de Ricardo Bellver que, en el Parque del Retiro, aparece en varios capítulos. De igual forma, se reviste de tanto simbolismo el cuadro mitológico de Jan Cossiers titulado “Prometeo con el fuego”, puesto que implica un desafío a la divinidad. En el ámbito de la música, buen ejemplo es la extraña composición que Jorge oye salir de los altavoces de su ordenador en el capítulo 1: 
“Un himno fúnebre que salmodiaban coros de voces sobrenaturales, una funesta invocación acompasada por golpes sordos y repetitivos. El crescendo de la melodía era frenético. El ritmo de aquella repugnante composición se hacía vertiginoso. Jorge no pudo evitar que su propia respiración y los latidos de su corazón acompañasen a ese cántico. Se abrazó en un intento inútil de evitar el frío.”
Otras obras literarias son referentes del universo donde gravitan las fuerzas temáticas. Así, se citan expresamente
Fausto (de Johann Wolfgang von Goethe),
El retrato de Dorian Gray (de Oscar Wilde),
El Anticristo (de Friedrich Nietzsche),
Las flores del mal (de Charles Pierre Baudelaire),
Diccionario infernal (de Collin de Plancy),
El horror en la literatura (de Howard Phillips Lovecraft),
Paraíso perdido (de John Milton),
El maestro y Margarita (de Mijaíl Bulgákov),
Azazel (de Isaac Asimov),
El diccionario del diablo (de Ambrose Bierce), etc.

## Coordenadas espacio-temporales
Madrid, la ciudad donde se ubica la acción de la novela, tiene valor por sí misma, es factor de cohesión entre los actantes, modela la psicología de los personajes y otorga autenticidad al relato.
La Ciudad Universitaria de la Universidad Complutense de Madrid es el punto de arranque de la novela. La biblioteca, el despacho de los becarios y de la profesora Tuñón, la capilla de la facultad de Derecho  son escenarios concretos que sitúan los distintos pasos que Javi y Eva van dando por la Universidad. El domicilio de Javi en Puerta de Toledo, el Paseo de los Melancólicos donde vive la madre de Jorge, una urbanización en Boadilla del Monte donde se ubica la sede de la secta de Míster Brown, el Parque del Retiro donde la Fuente del Ángel Caído de Ricardo Bellver presencia varios sucesos y la iglesia de Santa María del Pilar son escenarios que cohesionan las idas y venidas de los personajes.
Aunque sabemos que un lunes 17 de marzo comienza la acción, no se aporta información sobre el año concreto del tiempo externo. Desde la noche en que Jorge abre el fatídico correo hasta que acaba la novela pasan unos pocos días. El tiempo interno de la acción se condensa para que los anticlímax no se alarguen en el tiempo. El tiempo discurre de forma lineal, si bien aparecen algunos flashbacks  para explicar hechos del pasado que repercuten sobre el pasado, como el trauma que Javi arrastra de la infancia por culpa de su padre alcohólico.  

## Personajes

### Personajes principales
Los personajes principales – sobre todo, Javi – van ofreciendo una mayor complejidad a medida que la acción evoluciona.  Para dibujar a los actantes se utiliza tanto la etopeya, la prosopografía como la selección de elementos de comunicación no verbal para cada uno de ellos.  Una combinación de elementos de distintas clases configura la idiosincrasia del personaje. Por ejemplo, del atormentado mundo interior de Javi sabemos, desde el segundo capítulo, porque tiembla cuando se produce un apagón de luz, porque acostumbra a oír un grito que llevaba en la punta su nombre, porque se echa a llorar si se queda encerrado a oscuras en un ascensor y porque reconoce que le pone los pelos de punta esta cita de El Quijote:
“Pasaba las noches leyendo de claro en claro, y los días de turbio en turbio; y así, del poco dormir y del mucho leer, se le secó el cerebro”.
- Jorge – es el protagonista del primer capítulo. Becario de la facultad de Filología de la Universidad Complutense de Madrid, desea sacar partido de un manuscrito que ha robado.  Realiza una tesis doctoral titulada "Comentarios patrísticos a los nombres de los ángeles en las Sagradas Escrituras".
- Javi –  joven reportero de la revista cultural Atlántida. Ha recibido un premio nacional por un reportaje sobre las consecuencias humanas y sociales del alcoholismo. Sale con Ana, aunque él necesita un apoyo emocional mayor. Su mundo interior pasa del tormento a la curación gracias a su compromiso con el bien.
- Eva – estudiante de Psicología. Posee una intuición prodigiosa que le permite saber cuál es el problema de Javi que arrastra desde la infancia. Su norte es salvar a su hermano Álex de las garras de la secta de Míster Brown. Pero su generosidad y amplitud de miras le permite ayudar a Javi.
- Ginés – compañero y competidor de Jorge en la facultad. Se define como un cotilla que registra los papeles de su compañero de despacho. Está interesado en la naturaleza del mal y está convencido de que el mal se ocupa también de los detalles humanos.
- La doctora Tuñón – profesora universitaria experta en arte. Está empeñada en conseguir el Satanae legatum, porque cree en su valor artístico y sobrenatural.
- El Padre Simbaña – capellán de la facultad de Derecho. Fue profesor de latín de los becarios Jorge y Ginés. Aconseja a Javi y a Eva sobre cómo acometer la búsqueda de su hermano secuestrado.

### Personajes secundarios
- Director de la revista Atlántida – ejecutivo que intenta sacar partido del talento de Javi. Es el encargado de definir, a partir de sus pensamientos sobre sus subalternos, la personalidad de Javi.
- Ana – joven alocada, sensual, vital con la que Javi está saliendo al comienzo de la novela. Se ha ido a pasar unos días a Ibiza con sus amigas. Su propia superficialidad será la causante de que Javi la abandone.
- Álex – hermano de Eva. Tras coquetear con la secta de Míster Brown, sufre las consecuencias. Es secuestrado.
- Míster Brown – líder de la secta luciferina que ha secuestrado a Álex. Está obsesionado con el Satanae legatum y hará cualquier cosa por conseguirlo.

## Organización
El e–mail del mal consta de 20 capítulos. La organización interna se sostiene sobre cuatro partes de desiguales proporciones:
- Muerte de Jorge y presentación del Satane legatum – Cap.1.[16]
- Javi y Eva buscan el manuscrito y a Álex – Cap. 2 – 15.
- Resuelven el secuestro de Álex – Cap. 16 – 17.
- Resuelven el problema del paradero del manuscrito – Cap. 18 – 20.

## Significado de la obra
Según lo concibe el autor, "el auténtico relato nos sitúa ante la profundidad del ser humano" y, dentro de ese universo, convive la razón con lo inexplicable. El ser humano aspira al bien. Sin embargo, son muchos los obstáculos que encuentra en su camino. Algunos son externos. Otros proceden de su propio interior, como le ocurre a Javi, según el lector llega a conocer casi al final de la historia.
El mal exterior utiliza cualquier resquicio que los hombres le abren. Por eso, la novela recoge la siguiente cita de León Tolstói: “Si no quieres que el mal exista, no obres mal. Todos los males del mundo provienen de que el hombre cree que puede tratar a sus semejantes sin amor”.
Frente al mal, el amor. El amor entregado. Solo desde esa perspectiva se entiende que Javi abandonara su relación con Ana. Era una relación alegre, vital, pero carente de un amor sólido. Éste lo encontrará en Eva que le ayuda a conocerse, a perdonarse y a comprometerse con el bien.
A lo largo de la novela, se repite que sólo con el amor se consigue vencer. En esa coordenada, se colige el sentido de la escena final del capítulo 20 donde “los dos jóvenes se abrazaron con fuerza como si la vida de cada uno dependiese de sentir el calor, la respiración y el bombear del corazón del otro. Necesitaban que el amor ahuyentase el miedo helado de sus cuerpos. Sobre ellos, los rayos del amanecer derrotaban a la noche.”
El peligro de las sectas aparece reflejado en la novela. De hecho, se cita que “en España, cientos de miles de personas son adeptos a sectas de distinto tipo. De éstos, la mitad son adolescentes y jóvenes.” Prometen dar consuelo a los incautos que se les acercan, pero solo les proporcionan daño. En el caso de las sectas luciferinas, destacan por ser especialmente destructivas. Su único norte es extender el mal. La siguiente conversación entre Javi y Eva recoge el motivo clave del porqué algunos se acercan a las sectas. La joven psicóloga habla desde la experiencia que le ha dado el coqueteo de su hermano Álex con estas organizaciones:
"—Los iniciados van repletos de miedos. Sobre todo miedo a sí mismos, que es el más terrible de
todos, porque no conocen su dignidad. Las sectas les dan a sus iniciados un miedo tolerable a cambio de uno desbordado.
—Al final, el miedo está en el fondo de todo, ¿no? —Javi levantó las cejas.
—Siempre."